# Anatoliki Mani
Die Gemeinde Anatoliki Mani (griechisch Ανατολική Μάνη [anatɔliˈkʲi ˈmani] (f. sg.) ‚Östliche Mani‘) liegt auf der Halbinsel Peloponnes und umfasst den südlichen Teil der Mani, bzw. die gesamte Mani-Halbinsel, d. h. den mittleren Finger der Peloponnes.
Sie wurde bei der Verwaltungsreform 2010 aus vier Vorgängergemeinden neu geschaffen und hat ihren Sitz in der Stadt Gythio.

## Gemeindegliederung
Die Einwohnerzahlen stammen aus den Ergebnissen der Volkszählung 2001; die Gemeindebezirke entsprechen den Gemeinden, die von 1997 bis 2010 bestanden.
| Gemeindebezirke | griechischer Name                 | Code   | Fläche (km²) | Einwohner 2001 | Einwohner 2011 | Stadtbezirke / Ortsgemeinschaften (Δημοτική / Τοπική Κοινότητα) | Lage |
| --------------- | --------------------------------- | ------ | ------------ | -------------- | -------------- | --- | ---- |
| Gythio          | Δημοτική Ενότητα Γυθείου          | 430201 | 196,914      | 7926           | 7106           | Gythio, Agios Vasilios, Egies, Drosopigis, Kalyvia, Karvelas, Karyoupoli, Konakia, Krini, Lygerea, Maratheas, Myrsini, Neochori, Platanos, Sidirokastro, Skamnaki, Skoutari, Chosiari |      |
| Anatoliki Mani  | Δημοτική Ενότητα Ανατολικής Μάνης | 430202 | 109,981      | 2111           | 1192           | Kotronas, Drymos, Exo Nymfi, Kokkala, Lagia, Pyrrichos |      |
| Itylo           | Δημοτική Ενότητα Οιτύλου          | 430203 | 218,843      | 5203           | 3515           | Areopoli, Alika, Ano Boularii, Vathia, Vachos, Germa, Gerolimenas, Dryalos, Karea, Kelefa, Kita, Kounos, Kryoneri, Mina, Nea Itylo, Itylo, Pyrgos Dirou, Tsikkalia                    |      |
| Smynos          | Δημοτική Ενότητα Σμύνους          | 430204 | 094,802      | 1917           | 1192           | Agios Nikolaos, Archondiko, Kastania, Kokkina Louria, Melissa, Melitini, Paleovrysi, Petrina, Prosili, Selegoudi                                                                      |      |
| Gesamt          | Gesamt                            | 4302   | 620,540      | 17.157         | 13.005         | |      |